# Bernd Pröschold
Bernd Pröschold (* 8. Juni 1976 in Siegen als Bernhard Marcel) ist ein deutscher Fotograf und Autor. Er lebt und arbeitet in Köln.

## Zeitrafferfotografie
Bernd Pröschold ist einem größeren Publikum durch astronomische Zeitraffervideos bekannt geworden. Für seine Aufnahmen reiste er in entlegene Regionen Europas, Afrikas und Südamerikas, wo der Nachthimmel nicht durch Lichtverschmutzung erhellt wird. Bereits seit dem Jahr 2004 arbeitet Pröschold in seinen Zeitraffervideos mit Tag-Nacht-Übergängen – eine Technik, die später unter dem Schlagwort "Holy Grail Timelapse" bekannt wurde. In einigen Einstellungen folgt er dem Lauf der Sterne mit Hilfe astronomischer Montierungen, wodurch die Drehung der Erde vor dem Hintergrund des Sternenhimmels sichtbar wird. Entsprechende Aufnahmen realisierte er unter anderem für den Installationskünstler Tomás Saraceno.
Mehrere TV-Magazine und Dokumentationen widmeten sich Pröscholds Arbeit, u. a. produziert für Arte, den WDR und das Schweizer Fernsehen. Darüber hinaus fanden Pröscholds Aufnahmen Eingang in zahlreiche Fernsehproduktionen im In- und Ausland sowie in mehrere DVDs. Pröschold ist Mitglied im Fotografennetzwerk TWAN.

## Autor
Pröschold veröffentlichte mehrere Zeitschriftenaufsätze und Bücher zum Themenbereich Astronomie. Neben fotografischen Aspekten behandeln seine Texte auch anthropologische Fragen und die Suche nach außerirdischer Intelligenz.

## Filmografie (Auswahl)
- 2009: Sternenhimmel. Faszinierende Aufnahmen im Zeitraffer (Kamera, Schnitt, Regie)
- 2011: Sternstunden. Landschaften im Rhythmus des Kosmos, ISBN 978-3-00-035340-6 (Kamera, Schnitt, Regie)
- 2017: Expedition Sternenhimmel. Zur dunkelsten Nacht Skandinaviens, Dokumentation, 52 Minuten, ein Film von Johannes Backes, Produktion im Auftrag von Arte, Erstsendung: 29. August 2017 (Protagonist)
- 2018: Sternenjäger – Abenteuer Nachthimmel, Kinofilm, 90 Minuten, Regie Christian Schidlowski u. a., Premiere: 14. Juni 2018 (Protagonist)
- 2021: Kosmotopia, ISBN 978-3-00-068576-7 (Kamera, Schnitt, Regie)

## Publikationen (Auswahl)
- Reiseziel Sternenhimmel. Die dunkelsten Beobachtungsplätze in Deutschland und Europa, Stuttgart 2018, ISBN 978-3-00-039922-0;
- Kommunikation mit nichtmenschlichen Entitäten aus systemtheoretischer Sicht. In: Michael Schetsche und Andreas Anton (Hrsg.): Intersoziologie. Menschliche und nichtmenschliche Akteure in der Sozialwelt. Weinheim 2021, ISBN 978-3-7799-6207-6.
- Im Kosmos zu Hause. Wie astronomische Fotografien unsere Sicht auf die Welt verändern, Berlin 2023, ISBN 978-3-662-67218-1;